# Khrípkovo
Khrípkovo (en rus: Хрипково) és un poble de l'óblast de Tula, a Rússia, segons el cens del 2010 tenia 7 habitants.